# Chalermpol Malakham
Chalermpol Malakham, (thai: เฉลิมพล มาลาคำ) (født 10. oktober 1962) er en Thailandsk sanger.

## Diskografi
- Tam Jai Mae Terd Nong
- Ror Mia Phee Pler
- Ar Dia Rak Wan Khao Phan Sa
- Pued Tam Nan Bak Job Loey[4]
- Kid Hod Pla Keng
- Sieng Jak Phoo Yai Baan